# IG Operation and Maintenance
La IG Operation and Maintenance S.p.A. (IG O&M S.p.A) è una società  con sede in Pomezia, specializzata nella gestione e manutenzione di impianti industriali per clienti pubblici e privati in Italia e all'estero.
Opera nei settori: oil & gas, industria ed aeronautica.

## Storia
IG O&M S.p.A è una società costituita il 1º gennaio 2012 come spin-off di Infrastrutture e Gestioni S.p.A.
Infrastrutture e Gestioni S.p.A., con sede in Pomezia, è stata costituita nel dicembre 1999 mediante scissione parziale della TPL – Tecnologie Progetti Lavori S.p.A., nata nel 1969 ed appartenente al Gruppo Internazionale Technip.

## Attività
Realizzazione, gestione e manutenzione di impianti industriali per clienti pubblici, privati e militari in Italia ed all'estero.
Tra i progetti più importanti si possono annoverare:
- Gestione e manutenzione oleodotti NATO.
- impianto di cogenerazione per l'aeroporto di Milano-Malpensa, oltre a progetti specifici per lo stoccaggio e la distribuzione di carburante nello stesso aeroporto.
- Manutenzione aeromobili CTA 767 Boeing.
- Manutenzione Oleodotti Eni.
- Manutenzione Gasdotti SNAM.
- EPC contract - Centrale a biomasse legnosa 18,7 MW Enna.
- Gestione e manutenzione impianti al servizio delle macchine di produzione presso lo stabilimento Alfasigma di Pomezia.
- impianto di termoutilizzazione a Ravenna.
- impianti di dissalazione a Linosa, Trapani, Milazzo, Priolo, Ustica, Pantelleria, Lipari.